# ヴァーノン・マウントキャスル
ヴァーノン・ベンジャミン・マウントキャスル（Vernon Benjamin Mountcastle、1918年7月15日 - 2015年1月11日）はアメリカ合衆国の神経生理学者、ジョンズ・ホプキンズ大学の名誉教授。
彼は 1957年に大脳皮質の皮質柱を発見し、その特徴を明らかにした。これまでの大脳皮質の感覚機能に関する研究は、ほとんど柱状構造を基礎としていたため、1957年の体性感覚皮質に関する論文は大脳皮質の機能解剖研究にとって転機となった。

## 生い立ち、教育、軍歴
1918年7月15日、ケンタッキー州シェルビービルで「農民、産業起業家、または鉄道の建設者」の家庭に5人兄弟の3番目として生まれた。1921年、一家はバージニア州ロアノークに移り住み、小学校と中学校に通い、「熱心なボーイスカウト」であった。元教師の母が4歳の時に読み書きを教えたため、公立学校に入学するとすぐに2学年飛び級し、16歳で高校を卒業した。
大恐慌のさなかの1935年にバージニア州セイラムのロアノーク大学に入学し、化学を専攻して3年で卒業した。大学ではテニスに打ち込み、シグマ・カイ(ΣΧ)友愛会に所属していた。
1938年、ジョンズ・ホプキンズ大学の医学部に入学し、ウィリアム・マンスフィールド・クラーク、フィリップ・バード、アドルフ・マイヤー、アーノルド・ライス・リッチ、マックスウェル・ウィントローブ、ウォーフィールド・ロングコープらから指導を受けることになった。在学中、マウントキャスルは外科医になるつもりで、第二次世界大戦から帰還するまでは実験を行うことはなかった。
1942年1月に医学生のためのV-12海軍大学訓練プログラムに参加し、医学部とインターンを終了することができ、最終的に1943年6月にバージニア州のノーフォーク海軍基地への出頭を命じられた。1943年秋から1944年の大半はアフリカとヨーロッパに駐留し、アンツィオの戦いとノルマンディー上陸作戦では4隻の戦車揚陸艦（LST）に乗船した。終戦までに海軍から除隊するには点数が不足していたため、もう1年兵役に就く必要があり、ノーフォーク海軍病院で過ごすと同時にUSSカドマスに短期間乗船していた。カドマスが長期洋上任務に出る直前に海軍から除隊した。

## 研究と業績
マウントキャスルは認知、特に知覚に興味を持ち、1960年代には知覚と神経反応を結びつけた研究に研究室を導いた。彼の研究室はいくつかの注目すべき研究成果を上げたが、最も注目された初期の論文は1968年に出たもので、末梢の機械受容器の揺動と振動による神経基盤の働きを説明する研究であった。
1978年にマウントキャスルは、大脳新皮質のすべての部分が共通の原理で動作しており、皮質柱が計算の単位であると提唱した。
ジョンズ・ホプキンズ大学医科大学院のバード神経生理学研究所は、この分野に特化した世界で唯一の研究機関で、マウントキャスルは、そのリーダーとして、単一ユニットの神経コーディングの研究に専念してきた。その研究は、今日もザンビル・クリーガー・マインド・ブレイン研究所で続けられている。
2015年1月、ボルティモアで96歳の生涯を終えた。

## 受賞・栄典
- 1965年 アメリカ芸術科学アカデミー会員[15]。
- 1966年 米国科学アカデミー会員[16]。
- 1974年 カール・スペンサー・ラシュレー賞受賞。
- 1976年 アメリカ哲学協会 会員[17]。
- 1978年 ルイザ・グロス・ホロウィッツ賞をデイヴィッド・ヒューベル、トルステン・ウィーセルと共に受賞した。ヒューベルとウィーセルは、1981年にノーベル生理学・医学賞を受賞している。
- 1980年 ラルフ・W・ジェラルド賞を受賞。
- 1981年 世界文化理事会の創設会員[18]。
- 1983年 アルバート・ラスカー基礎医学研究賞を受賞。
- 1984年 アカデミー・オブ・アチーブメントのゴールデンプレート賞を受賞[19]。
- 1986年 アメリカ国家科学賞を受賞。
- 1998年 米国科学アカデミー賞神経科学部門を受賞[20]。

デイヴィッド・ヒューベルは自分のノーベル賞授賞式典での受賞スピーチでマウントキャスルの「体性感覚野のカラムの発見は、ラモン・イ・カハル以来、大脳皮質の理解に最も重要な貢献をしたことは確かである」と述べている。
ジェフ・ホーキンスは彼の著書「On Intelligence」の中で、マウントキャスルの1978年の論文『An organizing principle...』を「神経科学のロゼッタストーン」と評している。